# Bradysia opaca
Bradysia opaca är en tvåvingeart som först beskrevs av Johannes Winnertz 1871.  Bradysia opaca ingår i släktet Bradysia och familjen sorgmyggor.
Artens utbredningsområde är Tyskland. Inga underarter finns listade i Catalogue of Life.